# Keith Abbiss
Keith Douglas Abbiss (* 26. April 1932 in Hatfield) ist ein ehemaliger englischer Fußballspieler.

## Karriere
Abbiss spielte ab 1949 als Amateur in der Spartan League für Hitchin Town, von 1951 bis 1953 war er im Lokalfußball von Hertfordshire für Letchworth Town aktiv, bevor er für drei Jahre zu Hitchin Town zurückkehrte, für die er insgesamt 97 Pflichtspiele (29 Tore) bestritt. 1956 wechselte er zu Biggleswade Town in die Eastern Counties Football League, bevor er im Oktober 1957 Profi bei Brighton & Hove Albion wurde. Bis zu seinem Pflichtspieldebüt in der Second Division dauerte es aber noch bis November 1959, als er von Trainer Billy Lane gegen Rotherham United aufgeboten wurde. In der Folgezeit kam der linke Außenläufer sporadisch zum Einsatz, lediglich zum Ende der Saison 1959/60 hin, bestritt er zehn Partien in Folge, als seine Mannschaft durch fünf Siege und drei Unentschieden aus den letzten zehn Partien die Abstiegsränge deutlich hinter sich ließ. Nach nur noch zwei Einsätzen in der Spielzeit 1960/61 erhielt Abbiss keinen neuen Vertrag mehr und spielte in der Folge in der Southern League für Chelmsford City, den FC Romford und Brentwood Town. Für Romford absolvierte er in drei Spielzeiten 104 Pflichtspiele (2 Tore).